# 2К12 Куб
2К12 Куб је ознака за ракетни систем противваздушне одбране (ПВО) 2К12 Куб.
Самоходна батерија система Куб-М намењена је за откривање, идентификовање и уништавање циљева у ваздушном простору у различитим метеоролошким условима и у условима електронског ометања.

## Развој
- Централни комитет Совјетског Савеза је 21. јула 1958. године поднео званичан захтев за развој мобилног противваздушног система малог и средњег домета, намењеног за уништавање ниско летећих циљева који се крећу при брзинама до 2160 км/ч (1.8 маха), на висинама од 100 метара до 7 km. и који има коефицијент вјероватноће поготка већи од 0.7 у радијусу од 20 км (што значи да 7 од 10 испаљених ракета гарантује погодак циља на удаљености до 20 Км од положаја лансирања).
- Пројекат је поверен Научно-истраживачком институту Тикомиров (Научно-исследовательский институт приборостроения имени В. В. Тихомирова), док је шасију пројектовао Мытищинский машиностроительный завод, данас ОАО Метровагонмаш Архивирано на веб-сајту  (13. март 2013)
- Прво обарање Куба било је 18. фебруара 1963. године на војном полигону (полигон) Донгуз , а мета је био бомбардер Ил-28
- У периоду од 1957. до 1966. године, Куб је прошао бројна и ригорозна тестирања, да би 23. јануара 1967. године и званично ушао у наоружање Совјетског Савеза (исте године је почела и серијска производња).
- Прва модернизација Куба (којом је повећана убојитост, домет и борбена жилавост система) изведена је 1973. године и модернизована верзија Куба носи ознаку 2К12 Куб-М1
- Између 1973. и 1976. изведена је још једна модернизација, која се махом односила на унапређење карактеристика ракете 3М9 (званично име 2К12), која је била стандардна ракета система Куб до 1977. када је одлучено да се 3М9 замени са 9K37 (касније примарне ракете система Бук).

## Карактеристике
- Систем вођења: полуактивно радарско вођење
- Даљина откривања циљева: аутономно до 60 км
- Брзина циља: 60–600 м/с
- Висина циља: 60–10.000 м
- Зона уништења циља - ближа
  - 4–6 км
- даља
  - 22–24 км
- Параметар циља: 15 км
- Противавионске ракете 3М9М3Е и 3М9МЕ:
  - дужина: 5.841 мм
  - пречник тела: 336 мм
  - стартна маса: 635 кг
  - брзина: 730–930 м/с
- Састав батерије РС ПВО Куб-М:- уређај за пренос података о циљу (УППЦ) 9С417М служи за пријем и обраду података о циљу и за предају података у батеријски радар за навођење;
  - радарска станица за осматрање и навођење (РСтОН) 1С91М са осматрачким радаром 1С11 и радаром за навођење 1С31;
  - четири самоходна лансирна оруђа (СЛО) 2П25М1 или 2П25М2Е намењена за превоз, навођење и лансирање три ракете;
  - два возила за превоз и претовар ракета АППР 2Т7М;
  - два теренска возила ФАП 2026;
  - електроагрегат ПЕС-100;
  - извиђачки оклопни аутомобил БРДМ-2
- Даљина откривања циља на висини већој од 250 м:
  - већа од 165 км
- Висина откривања циљева:
  - већа од 35.000 м
- Додатна напомена:
  - дивизиони РС ПВО Куб-М имају осматрачко-радарску станицу Р-40 са осматрачко-аквизицијским радаром 1РЛ-128Д-1 и радаром за мерење висине ПРВ-16Б

## 2K12 Куб
У саставу 250. ракетне бригаде ПВО ВС јесу три дивизиона, наоружана ракетним системом (РС) Куб-М, лоцирана у Новом Саду, Крагујевцу и Нишу. У Нацрту стратегијског прегледа одбране као један од приоритета за период до 2010. године наводи се модернизација РС ПВО Куб-М уградњом уређаја који ће омогућити пасивни мод рада у случају изложености активном електронском ометању у условима превласти противника у ваздушном простору.
Изворни систем 2К12 Куб уведен је 1967. године у наоружање оружаних снага бившег Совјетског Савеза. У рату на Блиском истоку 1973. године куб се показао изузетно ефикасним у уништавању нисколетећих авиона. Зато се нашао на листи набавки за бившу ЈНА, у којој се користио од 1975. године.

## Корисници
- Бугарска
- Куба
- Чешка
- Египат
- Мађарска
- Индија
- Иран
- Ирак
- Либан
- Мозамбик
- Пољска
- Румунија
- Србија
- Сирија
- Вијетнам
- Босна и Херцеговина
- Русија